# Otello Sarzi
Otello Sarzi (Vigasio, 7 febbraio 1922 – Reggio Emilia, 21 ottobre 2001) è stato un burattinaio e antifascista italiano.

## Biografia
Fu un artista formidabile e un grande sperimentatore. Sin dall'infanzia, fu avviato al teatro dal nonno Antonio e dal papà Francesco (il primo burattinaio, il secondo burattinaio e capocomico in una compagnia di attori), Otello fu un giovane aiutante nella compagnia itinerante di famiglia, per la quale vide passare personaggi alle prime armi e poi divenuti celebri. L'impegno della compagnia non cessò neppure durante il ventennio fascista. I Sarzi accolsero spesso persone ricercate dalla polizia: rimane emblematico il caso di Aldo Cervi, col quale crearono un forte e duraturo rapporto di amicizia.
Non di rado si trovarono così a fare i conti con le angherie del regime.
(Gianni Rodari, Grammatica della fantasia, p. 111)
Dopo l'armistizio di Cassibile, Otello Sarzi fu impegnato nella lotta partigiana dove ricoprì incarichi di comando. Fu confinato per antifascismo a Sant'Agata di Esaro dove conobbe Dante Castellucci, insieme al quale entrò nella Banda Cervi dopo aver scontato la pena e fu attivo nella Resistenza, anche con la sorella Lucia. L'attività artistica riprese subito dopo la Liberazione e proseguì fino alla fine degli anni '40 con la compagnia di prosa, riprese l'attività artistica aprendo a Roma un laboratorio in Via dei Coronari e fondando nel 1957 il Teatro Sperimentale Burattini e Marionette (TSBM).
Nel novembre del 1951 a Novara, per rallegrare un gruppo di bambini sfollati a causa dell'alluvione del Polesine, Otello rispolverò i vecchi burattini e improvvisò uno spettacolo: raccontò che solo in quel momento si rese davvero conto per la prima volta dell'importanza di questo tipo di teatro, in grado di comunicare alla gente in maniera semplice e arguta. Inoltre, Otello iniziò proprio a Novara la collaborazione con Gianni Rodari, costruendo maschere per i bambini protagonisti dei personaggi di Cipollino, Atomino e altri che Rodari aveva inventato. Da quel momento Otello si dedicò in maniera esclusiva al teatro dei burattini, rinnovando completamente il repertorio tradizionale del nonno Antonio e drammatizzando autori del calibro di Alfred Jarry, Samuel Beckett e Bertolt Brecht e realizzando figure anche di grandissime dimensioni con l'impiego di tecniche innovative (magistrale l'impiego del lattice, idoneo a conferire espressività ai personaggi ed elasticità di movimento).
Con la compagnia del TSBM portò in scena importanti spettacoli di cui ora rimangono testimoni in Fondazione i preziosi burattini e le marionette (tra gli altri, furono rappresentati "Il maestro di cappella" di Domenico Cimarosa e "Il Crescendo" di Luigi Cherubini). La collaborazione fra Otello Sarzi e Gianni Rodari proseguirà nel 1965 quando Otello affiderà al figlio Mauro la costruzione di grandi Pupazzi per il film "La Torta in Cielo" tratto dal racconto di Gianni Rodari e frutto dell'intensa collaborazione con lo stesso Rodari. In seguito sempre in collaborazione con il padre Otello e Rodari, Mauro Sarzi parteciperà al progetto di produzione del film "Ciao Cappellone", lungometraggio realizzato in 35 mm a colori. 
Otello si trasferì a Reggio Emilia nel 1969 con alcuni componenti della compagnia (il figlio Mauro Sarzi, Mariano Dolci, Luigi Bagnaschino e Anna Chiara Gomez), trovando il favore del pubblico e dell'Amministrazione Comunale che gli offrì spazi di lavoro e la possibilità di una segreteria presso il Teatro Municipale. Nello stesso anno, a Reggio Emila, Otello Sarzi e i collaboratori del suo Teatro Sperimentale dei Burattini inizieranno il lavoro nelle Scuole dell'infanzia con Gianni Rodari, Loris Malaguzzi e le insegnanti, collaborando all'inizio del progetto di una nuova pedagogia per l'infanzia. Fu in tournée all'estero: in Africa nel 1961, in Jugoslavia, Sardegna, Corsica e Francia nel 1966. Nel 1967 la compagnia riprese a Roma la sua attività nello spazio teatrale Beat '72 e collaborò con Gigi Proietti.
Dagli anni Settanta fino alla sua scomparsa nell'autunno del 2001 Otello, con l'aiuto di artisti e collaboratori, si è impegnato nella realizzazione di burattini e spettacoli straordinari, lasciando ai posteri un gran numero di progetti visionari, che grazie alla Fondazione Famiglia Sarzi, da lui fondata nel 1996, ha la possibilità di realizzare nuove felici prospettive per il teatro, per l'arte e, di conseguenza, per le future generazioni e promuovere e continuare l'opera culturale ed educativa del suo fondatore.

## Riconoscimenti
Rodari lo ricordò nel capitolo Marionette e burattini della sua Grammatica della fantasia. Nel 2022, in occasione del centenario della nascita, la Regione Emilia-Romagna, in collaborazione con la Fondazione di famiglia e altri enti, ha realizzato un programma di celebrazioni con mostre, un premio, convegni e performance teatrali. Il Comune di Reggio Emilia gli ha intitolato una scuola per l'infanzia.